# Kenyon Hopkins
Kenyon Hopkins (ur. 15 stycznia 1912 w Coffeyville w Kalifornii, zm. 7 kwietnia 1983 w Princeton w stanie New Jersey) – amerykański kompozytor filmowy.

## Filmografia
Kompozytor
- Dwunastu gniewnych ludzi (1997)
- Szaleńczy zjazd (1969)
- The First Time (1969)
- Mannix (1967-1975)
- The Borgia Stick (1967)
- Doctor, You've Got to Be Kidding (1967)
- Hawk (1966)
- Pan Buddwing (1966)
- The Undersea World of Jacques Cousteau (1966-1976)
- Przeznaczone do likwidacji (1966)
- Lilith (1964)
- East Side/West Side (1963-1964)
- Bilardzista (1961)
- Dzika rzeka (1960)
- Jak ptaki bez gniazd (1959)
- The Strange One (1957)
- Dwunastu gniewnych ludzi (1957)
- Baby Doll (1956)

Zdjęcia
- The Yellow Canary (1963)